# Torrejón del Rey (kommunhuvudort)
Torrejón del Rey är en kommunhuvudort i Spanien.   Den ligger i provinsen Provincia de Guadalajara och regionen Kastilien-La Mancha, i den centrala delen av landet, 40 km nordost om huvudstaden Madrid. Torrejón del Rey ligger 725 meter över havet och antalet invånare är 2 877.
Terrängen runt Torrejón del Rey är lite kuperad, och sluttar söderut. Runt Torrejón del Rey är det tätbefolkat, med 331 invånare per kvadratkilometer. Närmaste större samhälle är Alcalá de Henares, 18,0 km söder om Torrejón del Rey. Trakten runt Torrejón del Rey består till största delen av jordbruksmark.